# Dog house (programa de televisión)
Dog house es un programa divulgativo sobre la adopción de perros español presentado por Chenoa basado en el formato de televisión inglés The Dog House desde el 15 de julio de 2025.

## Formato
En Dog House se presenta el día a día de un albergue canino, donde cuida y se esmera en buscarle un hogar a los perros que tiene en custodia. El programa es presentado por Chenoa, cantante española comprometida con las causas solidarias, quien entrevista a personas y familias que buscan adoptar a un amigo canino.

## Equipo

### Presentadora
| Presentadora | La 1 | La 1 |
| Presentadora | 2025 |      |
| ------------ | ---- | ---- |
| Chenoa       |      |      |

### Técnico
Dirección
- Chema Veiga

Producción
- Edi Walter
- Mariano Tomiozzo
- Ainhoa Iñurrieta

Guion
- Raúl Delgado

Realización
- Miguel Ángel Cárcano

Sonido
- Javier Blanco
- Sergio Madruga

## Audiencias
| Temporada | Temporada | Episodios | Estreno             | Final                   | Audiencia media | Audiencia media |
| Temporada | Temporada | Episodios | Estreno             | Final                   | Espectadores    | Cuota           |
| --------- | --------- | --------- | ------------------- | ----------------------- | --------------- | --------------- |
|           | 1         | 8         | 15 de julio de 2025 | 2 de septiembre de 2025 | 728 000*        | 10,4%*          |

### Temporada 1 (2025)
| N.º Temp. | Fecha de emisión        | Audiencia       |
| --------- | ----------------------- | --------------- |
| 1x01 (1)  | 15 de julio de 2025     | 868 000 (10,0%) |
| 1x02 (2)  | 22 de julio de 2025     | 606 000 (10,7%) |
| 1x03 (3)  | 29 de julio de 2025     | 905 000 (12,4%) |
| 1x04 (4)  | 5 de agosto de 2025     | 767 000 (10,7%) |
| 1x05 (5)  | 12 de agosto de 2025    | 688 000 (10,1%) |
| 1x06 (6)  | 19 de agosto de 2025    | 595 000 (8,5%)  |
| 1x07 (7)  | 26 de agosto de 2025    |                 |
| 1x08 (8)  | 2 de septiembre de 2025 |                 |

- El primer programa se emitió en simulcast en La 1 (788 000 y 9,0%) y Clan (80 000 y 1,0%).

     Programa líder en su franja horaria (prime-time).